# Hôtel Amelot de Gournay
El hotel Amelot de Gournay u hotel Mortemart es un hôtel particulier ubicada en la rue de Saint-Dominique, en el 7 distrito de París. Ahora forma parte de la Casa de América Latina, asociada al contiguo Hotel de Varengeville, en lo que respecta a los pisos inferiores del ala este, mientras que la parte oeste está ocupada por la Embajada de Paraguay .

## Historia

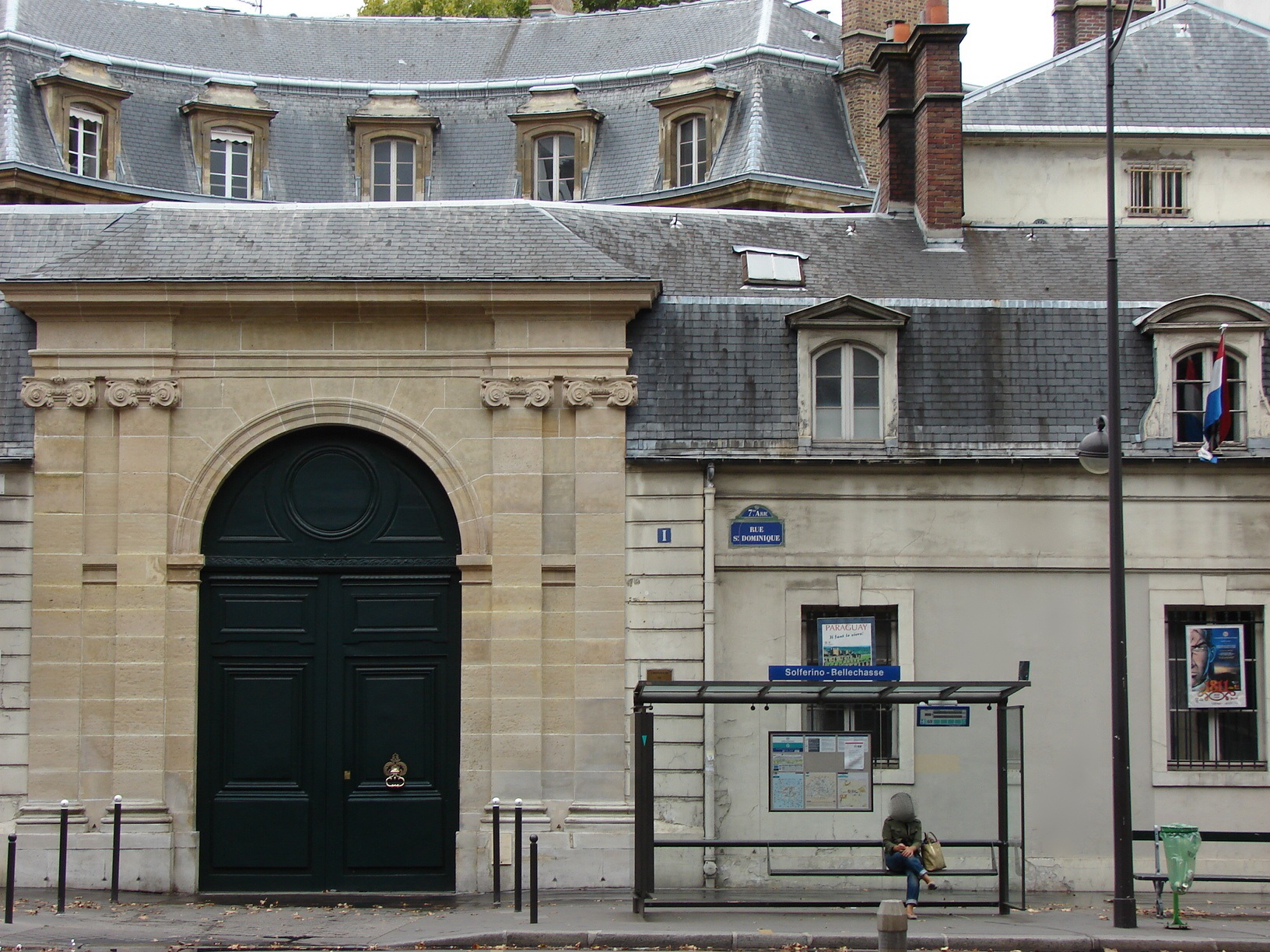
Portal en la rue Saint-Dominique.

Fue construido por el arquitecto Germain Boffrand en un terreno que compró en 1710 y vendió en 1713, en construcción, al diplomático Michel-Jean Amelot de Gournay. El hotel es particularmente notable por su patio ovalado y su fachada de patio con colosales pilastras en el suelo, un arreglo muy temprano. Estos hábiles arreglos permitieron dar monumentalidad a un edificio constreñido por la estrechez de la parcela.
A la muerte de Michel Amelot, el Maréchal de Montmorency-Luxembourg lo adquirió y luego lo pasó a su hijo, Christian Louis de Montmorency-Luxembourg, Príncipe de Tingry, aunque este último mandó construir cerca el Hôtel de Matignon una escala mayor. En 1751, el Conde de Guerchy, embajador en Londres, lo adquirió al mismo tiempo que su vecino inmediato el Hôtel de Varengeville, prefigurando la reunión que la Casa de América Latina realizaría en el siglo XX. Guerchy alquiló el complejo a los padres de Charles-Maurice de Talleyrand-Périgord en agosto de 1768. Este último residió allí desde su salida del Séminaire Saint-Sulpice, desde principios de 1775 hasta noviembre del mismo año.
La separación entre los dos hoteles se restablece después de la Revolución. En dos ocasiones, la Embajada del Reino de Cerdeña se instaló en el Hotel Amelot de Gournay. Mientras tanto, fue ocupado por los generales del Imperio Henri-Jacques-Guillaume Clarke y Claude-Juste-Alexandre Legrand.
En el siglo XIX  cambió varias veces de propietarios, de los cuales tomó sucesivamente los nombres: Hôtel d'Aguesseau en 1804, Hôtel d'Haussonville en 1812. Los Biencourt se establecieron allí en 1847 y los Hunolstein en 1883. A principios de siglo, la familia Rochechouart-Mortemart lo poseyó por herencia. El Banco de Argelia lo compró en 1926. Después de la independencia en 1962, fue devuelto al Fondo de Pensionistas de la Banque de France, que es hoy el propietario.
Ahora alberga, en el ala oeste, la Embajada de Paraguay, mientras que los salones de la planta baja y parte del primer piso del ala este se alquilan a la Casa de América Latina, con acceso principal a través del contiguo Hôtel de Varengeville.
Está clasificado como monumento histórico desde el 5 de junio de 1928.